# Aljaksandr Pazykajlik
Aljaksandr Pazykajlik (belarussisch Аляксандр Пацыкайлік; * 8. März 1990 in Minsk) ist ein ehemaliger belarussischer Handballspieler.

## Karriere
Aljaksandr Pazykajlik lernte das Handballspielen bei Arkatron Minsk. Mit SKA Minsk gewann der 1,90 m große rechte Außenspieler 2012 den belarussischen Pokal. In der Folge lief er je eine Saison bei HK Wiktorija-Rehija Minsk, HK Kronan Hrodna und HK Gomel auf, bevor er 2015 für zwei Spielzeiten zu SKA zurückkehrte. In der Saison 2017/18 spielte er je eine Halbrunde für den türkischen Verein Aziziye Belediyesi und den finnischen Klub Riihimäki Cocks, mit dem er 2018 finnischer Meister wurde. Seine letzte Station war der lettische Verein Celtnieks Riga.
Mit der belarussischen Nationalmannschaft nahm Pazykajlik an der Europameisterschaft 2016 (10. Platz) teil.